# صبرينة بيرتيني
صبرينة بيرتيني (من مواليد 30 أكتوبر 1969) هي لاعبة كرة طائرة إيطالية. شاركت في بطولة السيدات في الألعاب الأولمبية الصيفية لعام 2000 .

## روابط خارجية
- صبرينة بيرتيني على موقع الاتحاد الأوروبي (الإنجليزية)
- صبرينة بيرتيني على موقع عالم الكرة الطائرة (الإنجليزية)
- صبرينة بيرتيني على موقع دوري الدرجة الأولى الإيطالي للكرة الطائرة - سيدات (الإيطالية)
- صبرينة بيرتيني على موقع أوليمبيديا (الإنجليزية)